# Musée belge de la franc-maçonnerie
Le musée belge de la franc-maçonnerie (MBFM, MBM ou M∴ B∴ M∴ en typographie maçonnique) est situé au siège du Grand Orient de Belgique, 73-75 rue de Laeken, à Bruxelles en Belgique. Le musée s'inscrit dans la continuité de celui du Grand Orient de Belgique fondé en 1985.
Le musée est installé depuis 2011 dans l'hôtel de maître néo-classique, nommé« Hôtel Dewez », par le nom de son architecte Laurent-Benoît Dewez. La rénovation de celui-ci fut entreprise dix ans auparavant sous l'impulsion de quatre obédiences belges.
Aujourd'hui, le musée a pour ambition de retracer l'histoire de la franc-maçonnerie en Belgique au travers de vitrines thématiques et didactiques. Par un souci d'information et d'incitation à la réflexion, le musée cherche à rendre la démarche maçonnique compréhensible.

## Histoire du musée

### DuXIXeauXXesiècle
Les origines du musée remontent à 1833, date à laquelle Théodore Verhaegen crée le musée de la loge Les Amis philanthropes à Bruxelles. Nous ne savons pas exactement ce qu’il en advint, mais 150 ans plus tard, en 1984, l’idée de reconstituer un musée verra à nouveau le jour au sein du Grand Orient de Belgique. Ainsi, en 1985, une salle d’exposition, uniquement réservée aux membres, est ouverte au 79 rue de Laeken. Celle-ci est nommée « Musée maçonnique du Grand Orient de Belgique ».
En 1989, une association sans but lucratif « Les Amis du Musée Maçonnique » est créée, donnant un statut au musée et l’ouvrant aux obédiences belges. S’y associent donc la fédération belge du Droit Humain, la Grande Loge de Belgique, la Grande Loge féminine de Belgique et le Souverain Collège du Rite écossais pour la Belgique. Par la suite, la Grande Loge régulière de Belgique se joint également au musée et se mêle ainsi aux obédiences belges «  adogmatiques ».
En 1993, l’Hôtel de ville de Bruxelles accueille une exposition à caractère européen : « La Franc-maçonnerie et l’Europe, du XVIIIe siècle à nos jours ». À la suite du large succès de celle-ci, l’association propose de s'ouvrir au grand public. Pour ce faire, le musée est réaménagé. Le musée maçonnique enregistrait alors une moyenne de 3 500 visiteurs par an.

### Le projet en 2001

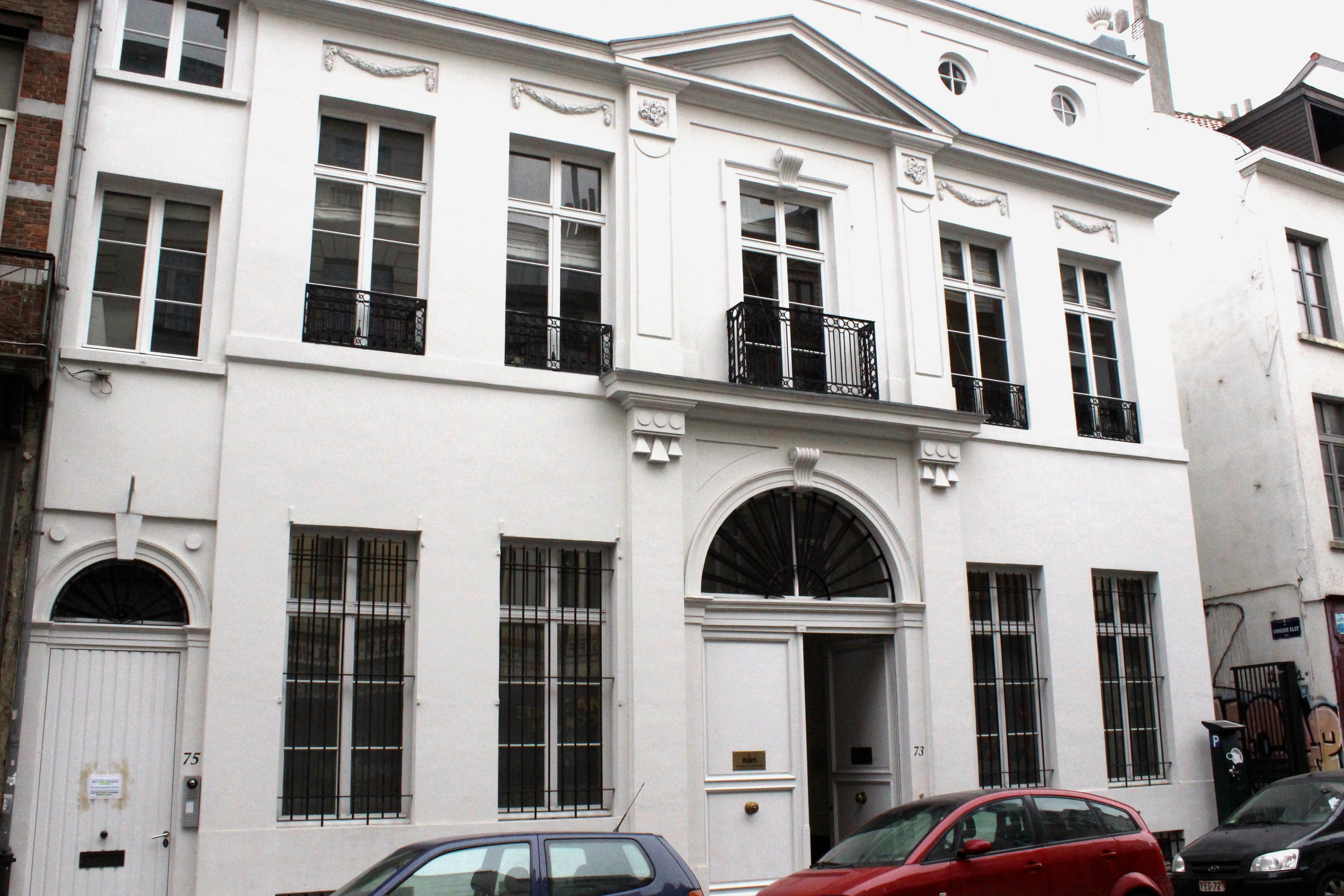
Maison personnelle de l'architecte Laurent-Benoît Dewez, devenue le musée belge de la Franc-maçonnerie.

Le 18 mars 2001, le grand orateur conclut le rapport annuel moral du Grand Orient de Belgique, dont Adolphe Adolphy est alors grand maître, par « gageant que les loges de la rue de Laeken qui nous ont accordé leur fraternelle hospitalité jusqu’à présent pourront, dans le cadre d’un développement futur, envisager favorablement la mise à disposition de l’Hôtel Dewez. » L'hôtel de maître néo-classique du XVIIIe, situé rue de Laeken, que l'architecte Laurent-Benoît Dewez s'est fait bâtir, nécessite d'importants travaux de rénovation. L'hôtel étant classé depuis 1992 au patrimoine culturel belge, les travaux doivent se faire dans les règles de l'art. Durant six ans, de multiples esquisses et avant-projets se dessinent sous le regard de la Commission Royale des Monuments et Sites.

### Le chantier dès 2007
Le 28 juin 2007, un an avant le 175e anniversaire du Grand Orient, la première pierre de la rénovation de l’Hôtel Dewez est posée. Le projet prévoit alors une maison dédiée au travail administratif du personnel et des officiers dignitaires, à la recherche — en accueillant le centre d’archives et de documentation du Grand Orient de Belgique — et l'installation du musée belge de la Franc-maçonnerie. Ces espaces étaient avant installés au 79 rue de Laeken.
La rénovation est minutieuse et comprend notamment la remise en pristin état de la ferronnerie de l’escalier et l'utilisation d'un papier peint tel que celui trouvé sous les couches de peinture lors des travaux. La rénovation de l'hôtel est estimée à 12 millions d'euros. La Fondation Roi Baudouin viendra, entre autres, en aide à l'obédience belge.

### L'inauguration en 2011
En mars 2011 a lieu l'inauguration du musée, installé au rez-de-chaussée de l'hôtel. Henri Bartholomeeusen, grand maître du Grand Orient de Belgique, déclare pour l'occasion que c'est « une manière de rendre compte à la société civile du travail des maçons à l’amélioration de l’homme, son perfectionnement, son progrès, son bonheur par la libération des consciences, la tolérance et la fraternité. »
Une collection d'objets variés, livres, tableaux, bijoux du XVIIIe siècle à nos jours, disposés selon une muséographie moderne, révèlent ainsi au visiteur divers aspects de la franc-maçonnerie. Le musée belge de la Franc-maçonnerie se présente comme le successeur du musée du Grand Orient de Belgique fondé en mars 1985.
Le musée se dote alors d'un nouveau logo réalisé par le graphiste André Wirix, créateur de médailles maçonniques. Le logo, présentant les lettres « mbm » surmontées de la tri-ponctuation maçonnique « ∴ », inscrit résolument la société initiatique dans le XXIe siècle. Ce nouveau musée est l'émanation des obédiences belges «  adogmatiques » qui ont conjugué leurs efforts à l'occasion : la fédération belge du Droit humain, la Grande Loge de Belgique, la Grande Loge féminine de Belgique et le Grand Orient de Belgique. Au niveau international, le musée est membre de l'association des musées maçonniques, librairies et archives (AMMLA).

### Évolution du musée

Logo de Masonica, la journée du livre maçonnique qui a lieu rue de Laeken.

En avril 2013, le musée a connu la première édition de Masonica, la journée du livre maçonnique de Bruxelles. Le musée belge de la franc-maçonnerie sera également ouvert le 26 avril 2015 afin d’accueillir les visiteurs de la seconde édition de la biennale.
En octobre 2014, le musée a participé aux Nocturnes des Musées bruxellois, événement culturel qui ouvre les portes d'une soixantaine de lieux dans la capitale.

## Pièces remarquables

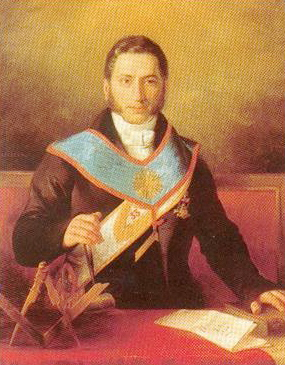
Tableau de Théodore Verhaegen en décors maçonniques datant de 1833 et exposé au musée belge de la Franc-maçonnerie.

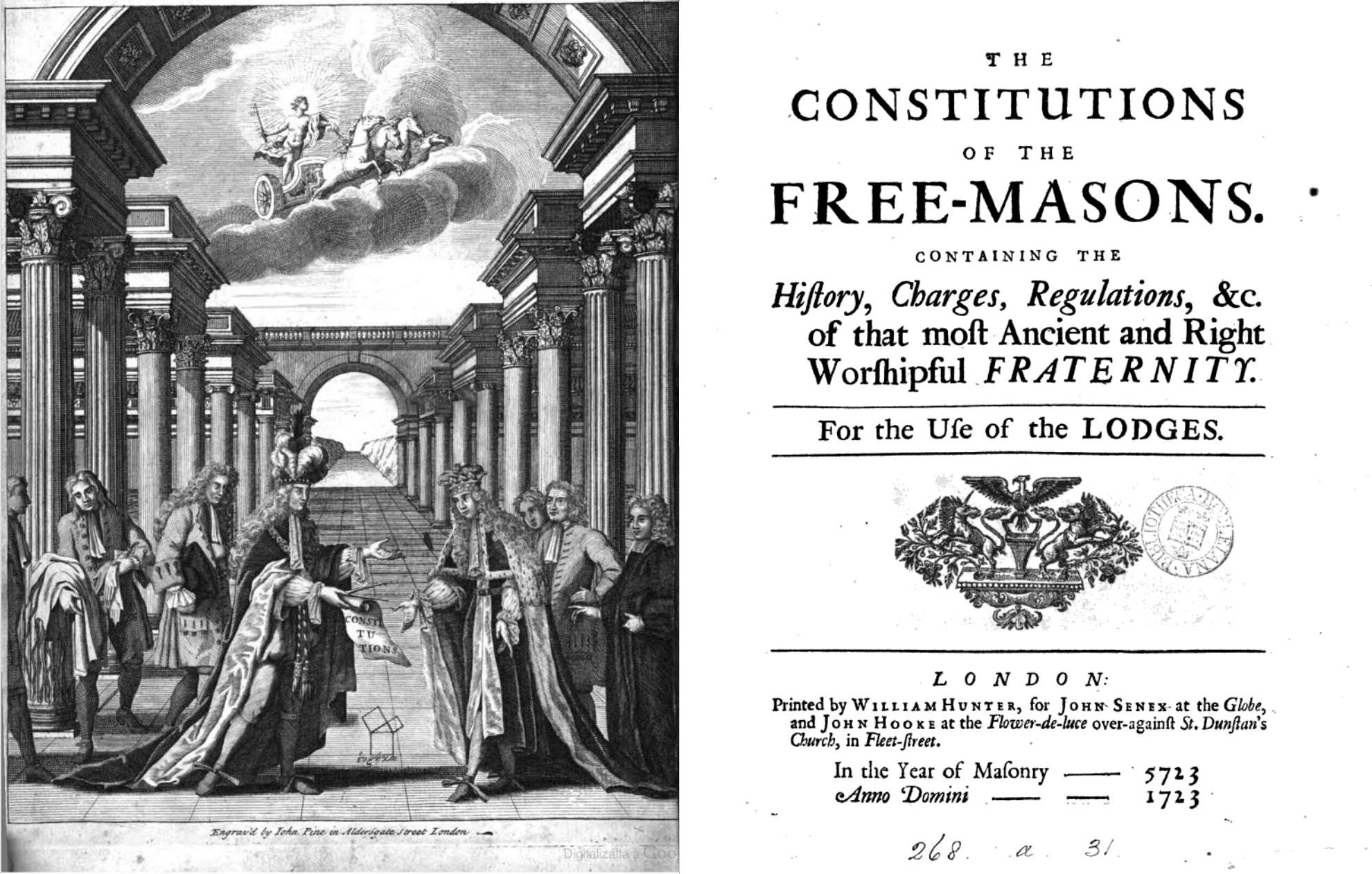
Constitution d'Anderson, 1723. La publication bilingue de 1761 est exposée au musée.

Le musée belge de la Franc-maçonnerie présente l'histoire de celle-ci au travers de vitrines thématiques, collections de peintures, estampes et gravures, objets maçonniques divers, céramiques et archives papier, etc. Parmi les pièces emblématiques, le musée expose, les dix-sept tapis de loge, dits de Mons ou du marquis de Gages, appartenant à  « La Parfaite Union », la première à avoir vu le jour en Belgique, à Mons en 1721. Les tapis de loge, porteurs de symboles multiples, inspirent à la réflexion et à l'introspection.
La parution des Constitutions d'Anderson, textes fondateurs de la franc-maçonnerie, en version bilingue français-néerlandais datant de 1761.
Un portrait datant de 1833 de Pierre-Théodore Verhaegen en décors maçonniques par le peintre François Haseleer. Théodore Verhaegen fut connu pour son investissement académique, scientifique et maçonnique. Fondateur de l'université libre de Bruxelles, il fut également grand maître du Grand Orient de Belgique de 1854 à 1862.

## Expositions
Depuis 2011, le musée belge de la Franc-maçonnerie accueille en son patio de deux à trois expositions temporaires par an.
- De l'utopie à la connaissance, juin 2011 à octobre 2011. Exposition unique de bijoux Rose-Croix, issus des collections Baylot et Lebey et du Grand Orient de France, qui propose la découverte de l'univers et de la pensée ésotérique, alchimique et hermétique des Rose-Croix[9].
- Le tablier au fil du temps et de fils en aiguilles, du 8 mai au 31 octobre 2014[10]. Exposition autour du tablier maçonnique, de ses techniques de broderie et de son évolution iconographique[11].
- Rituels et colonnes en harmonie, du 9 mars 2015 au 29 août 2015. Éclairage sur la musique maçonnique au XIXe siècle en Belgique[12].